# Jindřich Doležal
Jindřich Doležal (2. března 1857 Nový Bydžov – 4. prosince 1937 Nový Bydžov) byl rakouský a český inženýr a politik, v závěru 19. století a počátkem 20. století poslanec Českého zemského sněmu a Říšské rady.

## Biografie
Profesí byl železničářem, agronomem a ředitelem banky. Vystudoval vyšší reálku v Hradci Králové a pak českou techniku v Praze. Byl železničním inženýrem, od roku 1885 se věnoval hospodářství.
Koncem 80. let 19. století se zapojil i do zemské a celostátní politiky. Ve volbách v roce 1889 byl zvolen v kurii venkovských obcí (volební obvod Nový Bydžov, Chlumec) do Českého zemského sněmu. Politicky patřil k mladočeské straně. Mandát zde obhájil ve volbách v roce 1895 a volbách v roce 1901. Byl členem zemské zemědělské rady.
Zasedal také v Říšské radě (celostátní zákonodárný sbor), kam byl zvolen poprvé ve volbách roku 1891 za kurii venkovských obcí, obvod Kolín, Poděbrady atd. Rezignaci na mandát oznámil na schůzi 16. října 1894. Znovu sem byl zvolen ve volbách roku 1897, nyní za všeobecnou kurii, 10. volební obvod Semily, Jilemnice atd.